# Темелсдорф
Темелсдорф (њем. Tömmelsdorf) општина је у њемачкој савезној држави Тирингија. Једно је од 76 општинских средишта округа Зале-Орла. Према процјени из 2010. у општини је живјело 144 становника. Посједује регионалну шифру (AGS) 16075114.

## Географски и демографски подаци
Темелсдорф се налази у савезној држави Тирингија у округу Зале-Орла. Општина се налази на надморској висини од 400 метара. Површина општине износи 6,3 km². У самом мјесту је, према процјени из 2010. године, живјело 144 становника. Просјечна густина становништва износи 23 становника/km².